# Hayley Sales
 (février 2022).
Si vous disposez d'ouvrages ou d'articles de référence ou si vous connaissez des sites web de qualité traitant du thème abordé ici, merci de compléter l'article en donnant les références utiles à sa vérifiabilité et en les liant à la section « Notes et références ».
 (août 2018).
Hayley Sales est une chanteuse auteure compositrice interprète américaine née aux Etats-Unis, à Washington et qui a grandi en Colombie-Britannique, au Canada.

## Biographie
À l'âge de 8 ans, Hayley Sales jouait déjà du piano et de la guitare. Elle a fréquenté l'école des arts de Portland avec l'ambition de devenir actrice. À la suite de problèmes de santé, elle est revenue vivre avec ses parents. Elle a par la suite travaillé dans un studio d'enregistrement avec son père, de qui elle a appris les rudiments du métier. Après avoir produit un démo, Hayley a signé avec Universal Records en 2006. Le premier album de Hayley Sales Sunseed est sorti le 19 juin 2007. La chanson « Keep Drivin »  a atteint le #11 du top 100 au Japon et la chanson « What You Want » a atteint le #45 au top 100 canadien. Son deuxième album, When the Bird Became a Book, est sorti le 21 juin 2010. Sur cet album, elle y interprète deux duos avec les artistes G. Love et Donavon Frankenreiter.

Par la suite Hayley Sales choisit de récolter des fonds avec PledgeMusic afin d'auto produire son troisième album. Le début de l'enregistrement était alors prévu pour novembre 2013 dans le studio familial. Après plusieurs rebondissements, il sortira finalement en fin 2016-début 2017.
En novembre 2024, Hayley Sales met en ligne un EP de 5 titres intitulé Christmastime reprenant des chants de Noël.

## Discographie

### Autres chansons
- 2022 - Have Yourself a Merry Little Christmas [3]
- 2012 - War Is Over (Merry Christmas)
- 2020 - All This Love
- 2021 - Never Before (Co-Write with Sharon Stone)[4]

## Filmographie

### Movies & Television
- 2017 : Un Noël de conte de fées (Royal New Year's Eve) : Lady Isabelle[5]
- 2018 : Deadpool 2 : Hope Summers, la femme de Cable [6]
- 2018 : The Good Doctor : Zoe Salter[6]
- 2020: Stand Helen Armstrong[6]
- 2020 : Amoureux juste pour l'été (Just for the summer) : Pénélope / Penny
- 2022 : Corrective Measures - Mutants surpuissants (Corrective Measures) de Sean O'Reilly : Dr Isabelle Josephs[7]
- 2022: When Christmas Was Young: Lindsay[8]